# Soyouz TMA-6
Soyouz TMA-6 était une mission Soyouz qui s'est déroulée en 2005.

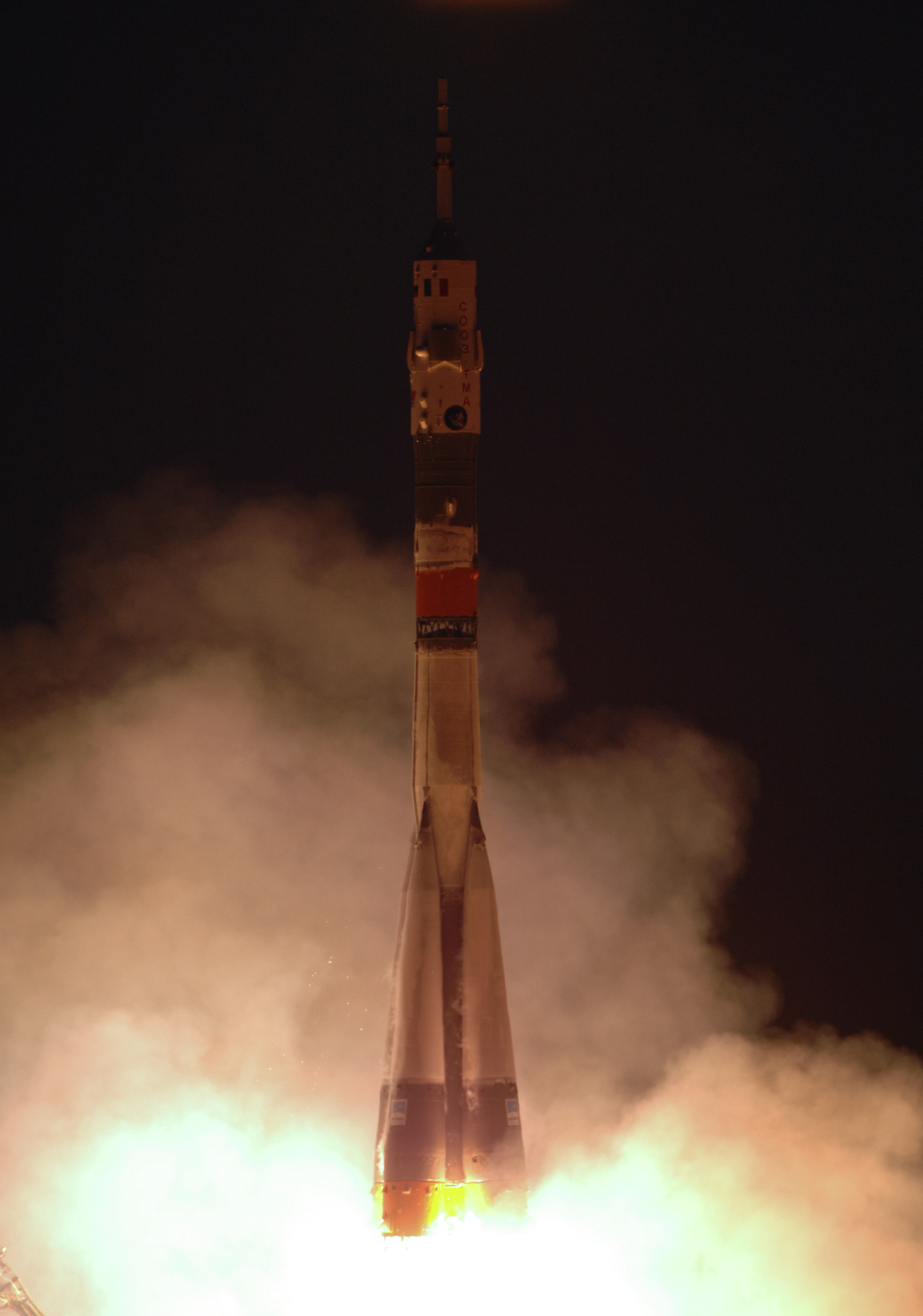
Lancement de Soyouz TMA-6

## Équipage
Décollage: 
- Sergei Krikalev (6)
- John L. Phillips (2) - USA
- Roberto Vittori (2) - ESA (Italie)

Atterrissage:
- Sergei Krikalev (6)
- John L. Phillips (2) - USA
- Gregory Olsen (1) - Touriste (USA)

## Paramètres de la mission
- Masse: 7 200 kg
- Périgée: 200 km
- Apogée: 252 km
- Période: 88,7 minutes